# 市内通話
市内通話（しないつうわ）とは単位料金区域(MA)内相互間の固定電話による通話のこと。区域内通話・市内電話ともいう。

## 日本での歴史
- 1960年代は、加入電話からの市内通話は時間無制限で7円/回。公衆電話からの市内通話は時間無制限で10円/回。
- 1970年1月 公衆電話からの市内通話が10円/180秒となった[1][2]。
- 1972年11月 広域時分制の導入で市内通話と準市内通話とが統合され、加入電話からの区域内通話7円/180秒となった[3]。
- 1976年11月 物価の上昇に伴い、加入電話から10円/180秒となった[3]。
- 1990年3月 深夜割引（午後11時 - 午前6時）：10円/240秒が開始された。[3]
- 1991年3月 深夜割引の時間帯を拡大（午後11時 - 午前8時）、名称を深夜・早朝割引に変更[3]。
- 1993年10月 月額基本料金負担がない公衆電話からの通話料金を10円（税込み）/90秒とした。
- 1994年4月 公衆電話：10円（税込み）/60秒（深夜早朝は80秒）となった。
- 1998年1月 それまで事実上NTTの独占状態であった市内通話に、関東圏のみのサービスながら東京電力系の東京通信ネットワーク（TTNet）が中継電話サービスの「東京電話」で、加入電話から : 9円/180秒というNTTより安い市内通話料金で新規参入。
- 1999年4月 九州地区でも九州電力系の九州通信ネットワーク（QTNet）が「九州電話」で新規参入。
- 2001年1月 加入電話からの市内通話が9円（税抜き）/180秒（深夜早朝は240秒）となった[3]。
- 2001年 5月1日 日本テレコム（現: ソフトバンクテレコム）とKDDIが新規参入。日本テレコム（現: ソフトバンクテレコム）が、「市内通話料金を8.5円（税抜き）/180秒」にすると発表。東京電話、KDDI、NTTもそれにならい、加入電話から : 8.5円（税抜き）/180秒（深夜早朝は240秒）となった。
- 2004年 直収電話による新規参入が本格的に行われるようになった。
- 2014年4月1日 公衆電話：10円/57.5秒となった。

## 日本の閉域番号区域
閉域番号区域とは、総務省の定める市内局番からのダイヤルで相互通話できる区域である。複数の市町村とまたがっていたり、市町村内に複数あったりして市内であっても閉域番号が利用できない場合もある。
閉域番号区域内通話のダイヤル方法は、次の通りである。
- 「市内局番」+「加入者番号」（一部地域では市内局番不要）

上記のように番号を押すことで発信できる。市内局番の前に市外局番をつけてもいいが意味はない。また、マイラインの対象なので、そのままかけた場合は登録した電話会社経由で発信できる。
他の電話会社経由でかける場合は
- (122)+「事業者識別番号」+「市外局番」+「市内局番」+「加入者番号」

※(122)は市内電話区分においてマイラインプラス登録している場合における解除用番号。